# 2204 Lyyli
2204 Lyyli este un asteroid din centura principală, descoperit pe 3 martie 1943 de Yrjö Väisälä.